# Estadio Benito Villamarín
Benito Villamarín – stadion piłkarski położony w hiszpańskim mieście Sewilla.
Pojemność stadionu wynosi 60 720. Na co dzień obiekt użytkowany jest przez zawodników Realu Betis.

## Historia
Stadion został zbudowany w 1929 roku, wtedy też odbyła się jego inauguracja. Oryginalnie obiekt nosił nazwę Estadio Benito Villamarín. W 1982 rozegrano na nim dwa mecze w ramach Mistrzostw Świata w Piłce Nożnej. W 2000 roku nazwa stadionu została zmieniona na imię obecnego właściciela Betisu – Manuela Ruiza de Lopery. W 2011 roku stadion przyjął ponownie nazwę Benito Villamarín.